# Echeveria peacockii
Echeveria peacockii är en fetbladsväxtart som beskrevs av Croucher. Echeveria peacockii ingår i släktet Echeveria och familjen fetbladsväxter. Inga underarter finns listade i Catalogue of Life.